# LB Châteauroux
La Berrichonne de Châteauroux – francuski klub piłkarski, grający obecnie w Championnat National, mający siedzibę w mieście Châteauroux, leżącym w Regionie Centralnym.

## Historia
Klub został założony w 1883 roku. W 1997 roku wygrał rozgrywki Ligue 2 i po raz pierwszy w historii awansował do Ligue 1. Pobyt w ekstraklasie trwał jednak tylko rok. Przez kolejne lata zespół znajdował się w czołówce drugiej ligi, jednak nie zdołał powrócić do pierwszej ligi. Swój pierwszy sezon w Ligue 2 Châteauroux rozegrał w 1994 roku uprzednio wygrywając rozgrywki Championnat National.
W 2004 roku zespół dotarł do finału Pucharu Francji, jednak przegrał w nim 0:1 z Paris Saint-Germain. Klub z Paryża zajął jednak drugie miejsce w Ligue 1, przez co Châteauroux w sezonie 2004/2005 wystąpił w Pucharze UEFA. Odpadł w pierwszej rundzie dwukrotnie przegrywając (0:4, 1:2) z belgijskim Club Brugge.
Domowe mecze zespół rozgrywa na stadionie Stade Gaston Petit, który mieści 17.713 widzów. Barwy klubowe to kolory czerwone i niebieskie.

## Skład w sezonie 2017/18
Stan na: 4 września 2017 r.
| Nr | Poz. | Piłkarz                                 |
| -- | ---- | --------------------------------------- |
| 1  | BR   | Louis Souchaud                          |
| 2  | OB   | Chaker Alhadhur (wypożyczony z SM Caen) |
| 3  | OB   | Yannick M'Boné                          |
| 4  | OB   | Richard-Quentin Samnick                 |
| 5  | OB   | Grégory Bourillon                       |
| 6  | PO   | Sidy Sarr (wypożyczony z KV Kortrijk)   |
| 7  | NA   | Oumare Tounkara                         |
| 8  | PO   | Sofiane Khadda                          |
| 10 | NA   | Saïd Benrahma (wypożyczony z OGC Nice)  |
| 11 | NA   | Razak Boukari                           |
| 12 | OB   | Nama Fofana                             |
| 13 | NA   | Christophe Mandanne                     |
| 14 | PO   | Sanaa Altama                            |
| 15 | NA   | Kévin Goba                              |
| 16 | BR   | Rémi Pillot                             |

| Nr | Poz. | Piłkarz                                   |
| -- | ---- | ----------------------------------------- |
| 17 | PO   | Kévin das Neves                           |
| 18 | PO   | Fallou Niang                              |
| 19 | PO   | Opa Sangante                              |
| 20 | PO   | Alexandre Raineau                         |
| 21 | PO   | Christopher Operi                         |
| 22 | PO   | Kamel Chergui                             |
| 23 | NA   | Yann Mabella (wypożyczony z AS Nancy)     |
| 25 | OB   | Aldo Angoula ()                           |
| 26 | PO   | Brian Chevreuil                           |
| 27 | OB   | Cheick Traoré (wypożyczony z EA Guingamp) |
| 28 | PO   | Maxime Barthelmé                          |
| 29 | PO   | Mehdi Merghem                             |
| 40 | BR   | Mouez Hassen (wypożyczony z OGC Nice)     |

## Reprezentanci kraju grający w klubie
| - Edvin Murati - Yacine Hima - Yazid Mansouri - Jason Mayélé - Kari Ukkonen - Thierry Bacconnier - Dominique Bijotat - Rod Fanni - Florent Malouda - Florian Maurice - Hervé Revelli - Schumann Bah - Morlaye Cissé - Jean-Hugues Ateba-Bilayi - Emmanuel Effa-Owona - Ernest Etchi - Patrick M’Boma - François Omam-Biyik - Johann Paul - Éric Rabésandratana - David Coulibaly - Jimmy Kébé |  | - Djibril Sidibé - Kamel Chafni - Romuald Kujawa - Antoni Nieroba - Igor Janowski - Issa Ba - Ferdinand Coly - Amara Traoré - Damir Čakar - Džemaludin Mušović - Predrag Ocokoljić - Jean-Paul Abalo - Thomas Dossevi - Raouf Bouzayene - Wissem El Bekri - Ismaël Triki - Zoltán Kovács - Marc-Eric Gueï - Diaby Sekana - Olivier Tébily - Jacob Mulenga |

## Trenerzy w historii klubu
| - Roder 1938-1939 - Roger Cabanis 1943-1946 - Gérard Woczniak 1946-1952 - Charles Carville 1952-1953 - Antonin Tichy 1953-1954 - Jo Rabstejneck?-? - François Maestroni?-? - Albert Dubreucq wrzesień 1957-1958 - Maurice Lafont 1962-1963 - Henri Burda 1963-1965 - Léon Deladerrière 1965-1967 - Robert Vicot 1967-1970 - André Strappe 1970-1971 - Gérard Woczniak i Ferrandis 1971-1973 - Lucien Troupel 1973-1980 - Hervé Revelli 1980-1983 | - Antoni Nieroba 1983-1985 - Philippe Leroux 1985-luty 1986 - Karim Ibrahim luty 1986-1986 - Philippe Besset 1986-1987 - Lionel Sachy 1987-1988 - Alec Hrnic 1988-1989 - Jacky Lemée 1989 - Andrzej Szarmach 1989-1991 - Joachim Marx 1991-październik 1992 - Victor Zvunka październik 1992-1998 - Joël Bats 1998-wrzesień 1999 - Thierry Froger wrzesień 1999-2003 - Victor Zvunka 2003-2005 - Didier Ollé-Nicole 2005-marzec 2006 - Cédric Daury marzec 2006- - Frédéric Zago marzec 2007 |